# Jan Gurander
Jan Gustav Gurander, född 28 december 1961 i Mjölby, är en svensk företagsledare som är vice vd för fordontillverkaren Aktiebolaget Volvo. Han sitter också som styrelseordförande för en rad dotterbolag till koncernen (Volvo Bussar, Volvo Construction Equipment, Volvo Defense, Volvo Financial Services, Volvo Information Technology, Volvo Penta och Volvo Group Venture Capital). Gurander har tidigare haft olika höga chefsbefattningar inom Volvo och konkurrenterna MAN SE och Scania AB samt Volvo Personvagnar. Under 2007 var han också rådgivare åt Kooperativa Förbundet och Coop Sverige.
Han avlade en civilekonomsutbildning vid Stockholms handelshögskola.